# 石井千湖
石井 千湖（いしい ちこ、1973年5月14日 - ）は、日本のライター、書評家。

## 経歴・人物
佐賀県生まれ。早稲田大学第一文学部史学科美術史専修卒業。大学卒業後、八重洲ブックセンターに入社し、その後、ブックストア談浜松町店、セブンアンドワイと計8年間書店に勤務する。2004年にライターとなる。『読売新聞』『産経新聞』『週刊新潮』『月刊ジェイ・ノベル』『an・an』『MORE』『ELLE』『日経ウーマン』『週刊金曜日』などの数々の媒体で文芸を中心とした書評や著者インタビューなどを担当している。Twitter文学賞のスタッフや、映画美学校主催の批評家養成ギブスの講師も勤めている。
学生時代は島田荘司作品に影響を受け、ミステリー小説を多く読んでいた。書店勤務時代に著者インタビューを任されたことが、書評家になる足がかりとなった、と語っている。また、書評家の豊崎由美が講師を務める書評講座に通い始めたことが、書評家の道に進む第一歩となった、と語っている。

## 著書
- 文豪たちの友情（2018年4月 立東舎、2021年8月 新潮文庫）
- 名著のツボ 賢人たちが推す！最強ブックガイド（2021年8月 文藝春秋）
- 積ん読の本（2024年10月 主婦と生活社）

### アンソロジー
- きっとあなたは、あの本が好き。 連想でつながる読書ガイド（2016年1月 立東舎）
- 世界の8大文学賞（2016年9月 立東舎）

## 出演
- ポリタスTV（YouTube）